# Конвой Сасебо – Трук (11.03.43 – 21.03.43)
Конвой Сасебо — Трук (11.03.43 — 21.03.43) — японський конвой часів Другої світової війни, проведення якого відбувалось у березні 1943-го.
Пунктом призначення конвою був атол Трук у центральній частині Каролінських островів, де ще до війни створили потужну базу японського ВМФ, з якої до лютого 1944-го провадились операції в низці архіпелагів. Вихідним пунктом став розташований західному узбережжі Кюсю порт Сасебо (при тому, що майже всі перевезення на та з Труку зазвичай здійснювались через Йокосуку — один з портів Токійської затоки).
До складу конвою увійшли транспорти «Ямагірі-Мару» (перевозило 26-й будівельний загін ВМФ та 2 десантні баржі Дайхацу) і «Тацунан-Мару» (також мало серед вантажу 2 десантні баржі), тоді як охорону забезпечував тральщик W-3.
Загін вирушив з порту 11 березня 1943-го, а 17 березня W-3 полишив конвой та попрямував назад до Сасебо, куди прибув 23 березня. Хоча на підходах до Труку традиційно діяли американські підводні човни, цього разу рейс пройшов без інцидентів і 24 березня транспорти успішно досягнули пункту призначення.
Втім, можливо відзначити, що невдовзі Тацунан-Мару взяло участь у операціях на Соломонових островах та в середині квітня 1943-го загинуло біля острова Бугенвіль.